# Pagani Huayra
O Huayra é um modelo superesportivo da empresa italiana Pagani, fabricado desde 2011.

## Motor
O Huayra tem um motor V12 central de 60º com 730 cv, concebido pela divisão AMG da Mercedes-Benz e assinado por um engenheiro da empresa. O Huayra é capaz de chegar aos 360 km/h.
Seu lançamento ocorreu em 2011. Este modelo é o substituto do lendário Zonda que deu muito sucesso para a Pagani.
Desempenho :
- 0-100 km/h: 2.6 segundos (3.3 segundos)
- 0-200 km/h: 10,2 segundos (11,9 segundos)
- 0-300 km/h: 29,0 segundos (N/A)
- 0-400m: 11,2 segundos / 207 km/h (12,4 segundos / 202 km/h)

## Huayra BC
O modelo foi apresentado na versão BC com um motor que agora gera 800 cv e 112,1 mkgf e uma nova transmissão de dupla embreagem de sete marchas. O huayra BC pesa 1.218 kg, 132 kg a menos que a versão standard, serão produzidas apenas 20 unidades com preço de 2.3 milhões de euros.